# Интернет-мем
Интернет-мем (англ. Internet meme) — информация в той или иной форме (медиаобъект, то есть объект, создаваемый электронными средствами коммуникации, фраза, концепция или занятие), как правило, остроумная и ироническая, спонтанно приобретающая популярность, распространяясь в Интернете разнообразными способами (посредством социальных сетей, форумов, блогов, мессенджеров и прочего). Обозначает также явление спонтанного распространения такой информации или фразы. Вошло в употребление в середине 2000-х годов.
Мемами могут считаться как слова, так и изображения. Иначе говоря, это любые высказывания, картинки, видео или звукоряд, которые имеют значение и устойчиво распространяются во Всемирной паутине.
Интернет-мем представляет собой уникальный возникший феномен компьютерной коммуникации. Несмотря на свою относительно недолгую историю, интернет-мем стал массовым и высоко популярным явлением в интернет-коммуникации. В интернет-среде наблюдается «бум» интернет-мемов, возникла определённая мода на распространение, создание, тиражирование интернет-мемов среди интернет-пользователей. Интернет-мем относится именно к таким явлениям интернет-коммуникации, которые требуют комплексного и системного описания, подробного и структурного объяснения, поскольку этот уникальный интернет-феномен в последнее время всё активнее и плотнее заполняет современное коммуникативное медиа-пространство.
Учёные, изучающие политический потенциал интернет-мемов, обращают внимание на их характерные особенности. В первую очередь отмечается высокая политическая окрашенность интернет-мемов, объясняемая их злободневностью и актуальностью. В качестве второй характеристики определяется сходство интернет-мема с политической карикатурой вследствие задействования стратегии высмеивания и гиперболизации образов, а также их комической направленности. Отдельно отмечаются возможность реализации в меме свободного и анонимного способа выражения политической позиции и протеста, а также позиционирование интернет-мема в качестве индикатора политического рейтинга.

## Определение интернет-мема
Интернет-мему в качестве объекта исследования в последние годы уделяется внимание в работах значительного числа ученых, рассматривающих его с различных ракурсов. Большинство исследователей сходятся во мнении, что интернет-мем — это единица информации, которая свободно передвигается в Интернете. С точки зрения теории коммуникации, данное явление определяется в первую очередь как средство общения. Некоторые исследователи считают интернет-мем речевым жанром, а исследовательница Н. Г. Марченко предполагает в своих работах, что интернет-мем является «хранилищем культурных кодов сетевого сообщества». Лингвист С. В. Канашина утверждает, что интернет-мем представляет собой «особый вид полимодального дискурса в интернет-коммуникации». Также автор в своей статье «Что такое интернет-мем?» обобщает все изложенные выше точки зрения и выводит «универсальную», «общую» трактовку данного явления: «стереотипное, устоявшееся понимание интернет-мема широкой публикой предполагает именно единицы интернет-коммуникации, сочетающие текст и картинку в квадратной рамке». В работах С. В. Канашиной интернет-мем рассматривается в качестве популярной полимодальной единицы интернет-коммуникации, сочетающей в себе вербальную и невербальную информацию, имеющей стандартизированную форму и содержащей в своей основе эффект обманутого ожидания.
В контексте рассмотрения интернет-мема как избирательной технологии М. Гандалоева определяет его в виде «современного явления, которое находится на стыке языка, общества и цифровой коммуникации и, являясь технологией массовой самокоммуникации, представляет собой относительно новую форму совместной культуры, которая может предложить определённой части населения возможность политического участия и самовыражения».
В традиционном широком понимании интернет-мем — комплексный феномен интернет-коммуникации, представляющий собой целостную, завершенную единицу, с текстом и картинкой в квадратной рамке. Он традиционно воспринимается как единица информации, сочетающая текстовый (надпись) и графический (картинка, фотография, рисунок) компоненты в квадратной рамке.

## История термина
Термин «мем» впервые употребил оксфордский профессор Ричард Докинз в своей книге «Эгоистичный ген» в 1976 году, ставшей классикой. Журналисты, пишущие об Интернете, быстро провели параллель между спонтанно приобретшей популярность информацией и теорией Докинза о меметике, представленной им в книге. В ней он экстраполирует на информационную среду концепцию генетики и называет «мемом» «единицу культурной информации», способную «размножаться». Вначале слово «мем» переводилось как «мим» в соответствии с правилами английского произношения слова meme. Причём, сам Докинз образовал термин meme («мим») от греческого слова μήμιμα — «подобие».
Докинз полагает, что данные культурные единицы передаются от человека к человеку путём копирования или имитации, проводя при этом аналогию с теориями Чарльза Дарвина. По мнению исследователя, дарвинизм трансформируется в универсальный метод, позволяющий вскрыть механизмы культурной эволюции. В итоге «мемом» следует считать «культурный репликатор», отвечающий за культурную трансмиссию. В качестве примеров мемов Ричард Докинз приводит культурные особенности той или иной нации, музыку, ментальные образы мышления, крылатые слова, образцы национальной одежды, архитектурные аспекты, песни, элементы фольклора, а также религиозные особенности — всё то, что синтезируется в культуре, передаётся от поколения к поколению и «имитируется» в своём обличии.
В настоящее время слово «мим» практически не используется. В русском языке прижилось написание и произношение «мем» и его производные («меметика», «интернет-мем»).
Кроме того, авторы статей в СМК и некоторые блогеры вспомнили о вышедшей в 1994 году книге «Медиавирус. Как поп-культура тайно воздействует на ваше сознание» американского исследователя СМИ и конспиролога Дугласа Рашкоффа, в которой он также описывает похожие явления, называя их особыми медиавирусами.
Писатель Майкл Флинн в романе «В стране слепых» называет мемом любую расхожую фразу или идею, способную стать исторически значимой:
— Понимаете, идеи — это ключи ко всему. Идеи — мы их называем «мемы» — управляют сознательным поведением людей точно так же, как гены управляют их инстинктами.

«Мемы». Что-то щёлкнуло в её памяти. Она вспомнила названия статей в «Указателе».

— Раньше вы их называли «идеонами», верно?

Он удивленно моргнул и посмотрел на неё с уважением.

— Да. Это элементарные идеи. По аналогии с элементарными частицами. Протоны, электроны… и идеоны.— «В стране слепых». Глава 9
Там же М. Флинн устами своего героя предостерегает от увлечения мемами и высказывает мысль об их роли в манипулировании массовым сознанием:

— Они выращивают нацию рабов, — произнес он тихим напряжённым голосом. — Технорабов. Они поддерживают каждый мем, который лишает человека способности к самостоятельному анализу или, наоборот, поощряет послушание, безволие, единообразие мыслей.
— «В стране слепых». Глава 10
В англоязычной среде при аналогичных предпосылках наравне с термином «Internet meme» возник также термин «Internet phenomenon» («интернет-феномен»), который стали употреблять те, кто не желал проводить параллели с выкладками Докинза или Рашкоффа.
В Рунете первым мемом, получившим широкую известность, стало слово «превед!», в феврале 2006 года молниеносно распространившееся по блогам и форумам и вызвавшее затем волну публикаций и различных отзывов в СМИ. Происхождение мема связано с акварельным рисунком американского художника-примитивиста Джона Лурье. По сюжету медведь застаёт на поляне парочку и говорит им: «Surprise!», поднимая лапы вверх с желанием напугать. В русской версии картинки слово «surprise» было заменено на «Превед!» — эрративную форму русского дружеского приветствия, в связи с чем и жест воздетых к небу лап обрёл совершенно иное значение. Мем давно вышел в оффлайн и зажил своей жизнью: он встречался не только в качестве развлекательных роликов, коллажей и игр, но даже в СМИ, таких как Lenta.ru, и рекламной продукции крупных брендов, таких как ВТБ 24.

## Основные закономерности распространения
Спонтанному неконтролируемому распространению от одного интернет-пользователя к другому подвержена не всякая информация, а только та, которая каким-либо образом оставляет многих пользователей неравнодушными к ней. Первоначально подобным образом распространялись анекдоты, шутки (которые успешно передавались и до изобретения Интернета), ссылки на контент и файлы с медиа-объектами преимущественно развлекательного характера (сначала картинки, затем флэш-ролики, звукозаписи, видеозаписи), но особое внимание на явление, названное впоследствии «интернет-мемами», обратили с появлением этого названия.
Западная исследовательница мемов Сьюзан Блэкмор обозначает мемы, для продвижения которых ключевую роль играют современные технологии распространения информации, термином T-meme.

## Классификация
Одна из типологий была предложена Д. Рашкоффом на основании источника происхождения этих медиавирусов: искусственно созданные мемы, «кооптированные» вирусы или «вирусы-тягачи» и самозарождающиеся вирусы. А. Г. Квят предлагает типологию мемов на основе их воплощения в медиаобъектах: речевые клише, визуальные и аудиовизуальные объекты, образы реальных или вымышленных персонажей медиапространства, бренды компаний или товаров, а также тематические доминанты медиапространства. Ю. В. Щурина приводит типологию мемов, по типу их носителя: текстовый мем; мем-картинка; видеомем; креолизованный мем, состоящий из текстовой и визуальной части. В работе Н. А. Зиновьевой представлена типология, основанная на дихотомиях:
- Источник мема. Дихотомия — истина-ложь.
- Объект реальности, требующий отражения. Дихотомия — персонаж-событие (идея).
- Апелляция к уровню включенности в культуру. Дихотомия — традиция-инновация.
- Смысловые доминанты. Дихотомия — фон-фигура.
- Форма отображения. Дихотомия — изображение-текст.
- Эффект воздействия. Дихотомия — мысль или действие.

Ещё одна из типологий интернет-мемов по Ю. В. Щуриной.
- Текстовые мемы;
- Мемы-изображения;
- Медиамемы;
- Гифы (гифки).

Исследовательница С. В. Канашина приводит основную характеристику интернет-мемов:
1. Вирусность. Она понимается как его способность быстро распространяться в Интернете и тиражироваться большим количеством копий среди интернет-пользователей. Механизм распространения интернет-мема напоминает принцип циркуляции в сети опасных компьютерных вирусов, поэтому в английском языке существует выражение go viral (букв. «стать вирусным»), означающее «распространяться с огромной скоростью, стать популярным», которое часто используется применительно к интернет-мемам. Кроме того, существует английское слово virality, которое по значению выражает идею вирусности и также часто применяется к интернет-мемам, но которое в русском языке принято переводить как «виральность», а не как «вирусность». Термин «вирусность» представляется предпочтительным, поскольку создает прямую аналогию с «вирусной» природой интернетмема, позволяющей ему мгновенно разлетаться в пространстве интернета[18].
2. Реплицируемость. Её можно определить как его свойство репродуцироваться в интернете, то есть воспроизводиться, размножаться. На это свойство указывал Ричард Докинз в своей книге «Эгоистичный ген», относя все мемы к классу репликаторов, то есть к самовоспроизводящимся единицам, которые подобно генам копирует себя и могут мутировать. Именно это свойство позволяет интернет-мемам образовывать бесконечную систему единиц, в которой ежедневно появляются новые компоненты в результате копирования. Часть единиц при копировании «мутирует», то есть изменяется, таким образом, система обновляется[18].
3. Серийность. Её можно рассматривать как способность интернет-мема образовывать серии, то есть ряды «родственных», схожих единиц. Данные серии объединены общей тематикой, идеей и похожи по оформлению. При этом не все мемы образуют серии, этот признак является факультативным, но, тем не менее, серийность выступает основополагающим признаком интернет-мема, поскольку отражает такие важные качества интернет-мема, как повторяемость и массовость[18].
4. Эмоциональность. Эмоциональность интернет-мема — это его свойство передавать определённые эмоции и призывать к ним. Как правило, интернет-мемы «позитивно заряжены» и выражают такие эмоции, как радость, восторг, удивление. В то же время встречаются грустные мемы, апеллирующие к грусти, разочарованию и прочему. Эмоциональность является одним из основных признаков интернет-мема, а передача интернет-мема от одного интернет-пользователя другому обычно осуществляется с целью поделиться определённой эмоцией. Зачастую интернет-мемы несут минимальный содержательный компонент, кажутся бессмысленными, примитивными знаками, их содержательная скудость компенсируется ярко выраженным эмоциональным потенциалом[19].
5. Минимализм формы. Интернет-мем представляет собой минималистичный по форме, но в то же время самодостаточный знак, передающий не всегда глубокое, но всё же содержание. Минимализм формы интернет-мема является важным признаком интернет-мема, поскольку сжатая форма облегчает процесс тиражирования мема в Интернете, а также облегчает понимание, декодирование смысла мема интернет-пользователем, то есть соответствует концепции понятного, доступного интернет-продукта, ориентированного на среднестатистического интернет-пользователя[19].
6. Полимодальность. Полимодальность интернет-мема заключается в его свойстве передавать информацию с помощью нескольких каналов, а именно текстового (вербального) и графического (визуального). Передача информации текстовыми и графическими средствами обогащает образный потенциал мема, делает его более выразительным, красочным, следовательно, повышает шансы найти эмоциональный отклик у интернетпользователя и вызвать желание поделиться данным мемов, что в свою очередь приводит к его тиражированию. Полимодальность интернет-мема обусловлена полимодальностью интернет-коммуникации в целом, а обилие полимодальной информации, «потребляемой» современным человеком приводит к тому, что человек привыкает к ней и сталкивается с трудностями при восприятии информации без визуальной опоры[19].
7. Актуальность. Одной из типичных характеристик интернет-мема является его актуальность, то есть привязанность к конкретному социальному и культурному контексту. Многие интернет-мемы появляются как реакция на определённые события. Злободневность интернет-мемов объясняется тем, что они выступают как платформа для свободного, анонимного выражения мнения, таким образом, интернет-пользователь может показать своё отношение (как положительное, так и отрицательное) к тем или иным явлениям жизни через интернет-мем, в том числе в грубой, нецензурной форме. Потеря интереса публики к определённому событию означает отсутствие стимула для создания интернет-мемов, посвящённых этому событию[19].
8. Юмор. Юмористическая направленность является одним из ключевых аспектов интернет-мема и объясняется функциональной принадлежностью интернет-мема к жанру понятного и доступного сетевого юмора. Интернет-мем в какой-то степени схож с анекдотом. Для юмористического эффекта в мемах используются разнообразные средства, среди стилистических средств используются тропы (метафоры, сравнения, эпитеты и прочее). Зачастую юмор основан на эффекте обманутого ожидания, то есть на непредсказуемости, неожиданности. Также активно применяются графические средства (смешная картинка, кадры из знаменитых фильмов, использование Adobe Photoshop и прочее). При этом встречаются интернет-мемы без юмористического компонента, апеллирующие к таким эмоциям, как грусть, тоска, ностальгия. Данная особенность интернет-мема отражает сложность, комплексность и неоднозначность его природы[20].
9. Фантазийный характер. Многие интернет-мемы основаны на вымысле, который позволяет «играть с реальностью», превратить мемы в игровое, увлекательное пространство. Вымысел прослеживается либо в графическом компоненте (например, использование в меме изображения, изменённого в программе Photoshop), либо в вербальном компоненте (например, использование сопроводительной надписи с алогизмом, абсурдом, намеренным аграмматизмом и прочим). Также часто встречаются интернет-мемы с моделированием несуществующей, невозможной ситуации (например, интернет-мем про говорящих животных). Зачастую наблюдаются гротеск в интернет-мемах. Как отмечает Н. А. Зиновьева, интернет-мемы относятся к особому типу знаков — симулякрам. Фантазийный характер интернет-мемов в целом отражает их богатый образный и игровой потенциал[21].
10. Медийность. Медийность интернет-мема рассматривается как его вовлеченность в систему средств массовой коммуникации, а именно интернета. Интернет выступает как среда, в которой интернет-мемы возникают, и как канал, через который они тиражируются. Интернет-мемы являются типичным интернет-продуктом и отражают такие особенности интернет-контента, как визуализированность, анонимность, стирание границ между интернет-пользователями, детабуизация. Данные особенности обеспечивают доступность интернет-мемов и делают их «потребление» интернет-пользователями лёгким и быстрым. В то же время интегрированность интернет-мемов в интернет-среду означает их недоступность для аудитории, которая не пользуется интернетом и далека от мейнстримовой культуры (например, пенсионеры)[21].
11. Мимикрия. Термин «мимикрия» применительно к интернет-мемам означает подражание или имитацию интернет-мемами различных жанров, например, стилизация интернет-мемов как карикатуры, плаката, комикса, открытки, кулинарного рецепта и так далее. Природа интернет-мема такова, что он вобрал в себя черты разных жанров и возник на базе нескольких жанров, что и объясняет способность интернет-мема «маскироваться» под различные жанры. Ярко выраженная мимикрия интернет-мемов отражает их богатый выразительный потенциал[21].

## Медийная природа
Исследовательница А. В. Изгаршева в 2020 году писала, что до сих пор не существует никакого однозначного комплексного подхода для описания и осмысления феномена интернет-мема. Однако по аналогии с «культурным геном» следует признать, что главное качество этого явления состоит в его вирусности и повторяемости, заключающихся в максимальной приближённости интернет-мема к первоисточнику. Текстовая информация в интернет-меме сжата, компактна и проста для восприятия, воспроизводства и последующего распространения путём создания новых подобных интернет-мемов, его визуальный образ привлекателен и сразу же усваивается реципиентом, позволяет быстро и чётко «считать» суть и информацию, закодированную в нём. Исследовательница С. А. Шомова приводит в пример другой медиа-термин для интернет-мема — «штрихкод для подсознания» — «отличная метафора для тех специфических функциональных качеств мема, которые позволяют <…> рассматривать данный феномен не только в структуре культурного пространства, но и в контексте бессознательного». Сообщение меметического содержания воздействует на подсознательном уровне, когда человек до конца не понимает, что именно его смешит в меме, сердит или раздражает, пока он сам не осознает переносимый мемом «месседж» или не вытеснит из сознания содержание мема тем или иным способом.
Интернет-мем предлагается понимать как особого рода креолизованный медиатекст, обладающий определённой символической характеристикой, приписываемой ему создавшей его аудиторией. Исследовательница Т. Е. Савицкая предлагает трактовать интернет-мем в узком специфическом значении как обитающую в сети репродуцируемую культурную информацию, фиксирующую новый, исторический беспрецедентный социально-культурный феномен.

#### Особенности медийной природы
Исследовательница С. А. Шомова выделяет следующие специфические черты, характеризующие медийную природу интернет-мемов и ярко выделяющие их среди других типов сетевых сообщений:
- двухчастная структура интернет-мема;
- способность интернет-мема к репликации в медиапространстве;
- преимущественно ироничная природа большинства интернет-мемов;
- интертекстуальность (интернет-мемы связаны друг с другом и со всей медийной средой сложными, творческими пересечениями);
- принципиальная интерактивность интернет-мема;
- тесная и не полностью изученная связь интернет-мема с коллективным бессознательным: «мем — это эффективный способ одновременно пробить защитный барьер в сознании большого количества людей»;
- двойственная природа интернет-мема.

По мнению лингвиста Максима Кронгауза, интернет-мем стремится не к точному воспроизведению, а к искажению или к новым контекстам в широком смысле. Появление мема всегда неожиданно: он применяется в нелепых ситуациях и с различного рода иконическими компонентами. Визуальный компонент в интернет-меме служит для того, чтобы в полной мере раскрыть значение вербального элемента или же полностью изменить его коннотацию — придать другой смысл. Креолизованные тексты такого рода способны «впечатываться» в память человека и в дальнейшем «декодировать» другие сходные тексты на основе уже имеющихся, помогать адекватно их воспринимать.
Интернет-мем, размещенный в медиапубликации, по сути, является оформлением ситуации социального взаимодействия между автором и читателем, иконический элемент в нём выполняет функцию средства максимально быстрой и точной передачи не только информации как таковой, но и отношения к ней автора. Для возникновения интернет-мемов, используемых как элемент медиапространства, актуально следующее правило: чем короче и оригинальнее по содержанию некоторый вербальный текст, чем он злободневнее, тем больше у него шансов стать мемом и получить дальнейшее развитие.
На сегодняшний день создать новый интернет-мем так же легко, как и забыть старый: по запросу на просторах Интернета находится интересующий пользователя мем и по шаблону им же создаётся ещё один, не всегда сильно отличающийся от исходного, что говорит не только о большом количестве «скопированных» мем-идей, но также и об обыденности и одинаковости интернет-мемов. Создать поистине качественный, способный на конкуренцию интернет-мем представляется весьма сложным, так как для этого автору приходится приложить немало усилий: интернет-мем должен быть креативным, интересным, нестандартным, а его идея — свежей и злободневной. Шаблоны мемов можно найти, набрав в поисковике соответствующую фразу. Как правило, на сайтах выложены образцы известных интернет-мемов, которые представляют собой изображение с пробелами, где обычно пишется текстовое сообщение. В связи с этим в виртуальном пространстве часто можно увидеть мемы, которые незначительно отличаются друг от друга (могут быть изменены имена, место действия и прочее).
В вербальной части интернет-мема нередко можно встретить элементы, характерные для текстов комиксов. Такие элементы либо называют объект, чья реплика последует далее, либо описывают действия объекта соответственно. В качественном интернет-меме пользователи узнают себя, какие-то правдивые ситуации или интересные моменты из жизни. Также многие интернет-мемы привлекают пользователей, поскольку характеризуют ту или иную профессиональную ситуацию по роду деятельности пользователя. Нередко главными героями меметических медиатекстов становятся объекты, привлекающие внимание своими внешними качествами, например, коты, собаки, милые дети — всё то, что заставляет пользователя «умиляться», узнавать в интернет-меме своего питомца или просто любоваться этим объектом. Чем эпатажней картинка, тем больший интерес она может вызывать у пользователей, при этом самые популярные изображения могут в дальнейшем перейти из ранга недолговечных в ранг «долгоживущих», многократно репродуцируемых мемов.
Мемы не только способны привлечь внимание к тому или иному социально значимому явлению, событию, лицу, но и в корне переменить отношение к нему — в соответствии с общей тональностью интернет-общения. Интернет-мемы могут сгладить остроту восприятия экстремальной ситуации, перевести произошедшее из разряда серьёзного в разряд чего-либо игрового. При этом игра оказывается связанной не с текстом или изображением, а с самим событием, которое ценностно нивелировалось, утратило свою «эсхатологическую» значимость.
Интернет-мемы также могут качественно и ярко иронизировать не только над актуальными событиями, но и над бросающимися в глаза поведенческими особенностями медийных личностей, представителей шоу-бизнеса, искусства, кинематографа, фактами из их профессиональной деятельности и личной жизни. Не менее привлекательными для пользователей также служат кадры из известных фильмов, подвергающиеся переосмыслению в интернет-культуре.

## Основные этапы жизни
Лингвист Максим Кронгауз предложил следующие основные этапы жизни интернет-мемов как коммуникативных единиц:
- создание мема и первоначальная реакция;
- распространение мема;
- использование мема;
- угасание мема или изменение статуса.

Изначально большинство мемов возникают из абсурдных, странных и экстраординарных ситуаций, фраз, песен, клипов, сцен из фильмов и т. д. Зачастую это происходит на форумах, на страницах социальных сетей или сайтах — если мем становится интересным для других пользователей, он быстро набирает популярность и выдвигается в «топ». Далее в игру вступает вторая фаза — распространение шутки на просторах интернета. Максим Кронгауз называет данный период «креативной зоной», потому что мем видоизменяется, стараясь захватить побольше коммуникативного пространства, поскольку интернет-мем преобразуется и начинает трансформироваться в новые контексты и ситуации. Следующий период охарактеризован стабильностью: интернет-мем кочует по сети, периодически используется в коммуникации и всячески «хватается» за жизнь.
Однако ни один интернет-мем не «застрахован» от исчезновения, мода всегда диктует новые правила, пользователи легко могут потерять интерес, и поэтому мемы через какой-то определённый промежуток времени могут стать непонятными интернет-аудитории, которая также постоянно обновляется и меняется. На последнем жизненном этапе интернет-мем либо угасает, либо меняет свой статус на языковую единицу — употребляется в речи не как мем, а как коммуникативно-речевой элемент.

## Интернет-мемы в политике
В. Шомова определяет политический интернет-мем как «специфический жанр интернет-коммуникации; …отдельные сообщения в новых медиа, представляющие собой реакцию на то или иное политическое событие, обладающие различной семиотической природой (визуальной, аудиальной, вербальной), отличающиеся броскостью содержания и „упаковки“, подвергающиеся многочисленному копированию пользователями и спонтанно распространяющиеся в Сети — а потому могущие быть причисленными к феноменам меметической природы».
Если мем удачен, он, как правило, получает отклик и дальнейшую жизнь в интернет-среде. В дискурсе СМИ такой мем, будучи узнаваемым, без сомнения, привлечет внимание и интерес читателей к тексту.
Интернет-мемам свойственна высокая политическая окрашенность, что доказывается существованием большого количества интернет-мемов на политическую тематику и объясняется их злободневностью и актуальностью. Так как интернет-пользователи мгновенно откликаются на различные события, в том числе на события из политической жизни, в Интернете ежедневно появляются интернет-мемы на политические темы. Интернет-мемы на политические темы могут рассматриваться как реакция интернет-пользователей на политическую обстановку.
Интернет-мем имеет много общего с политической карикатурой. Во многих интернет-мемах, как и в политической карикатуре, задействуется стратегия высмеивания и злободневности, нередко используются гипербола и другие сатирические приёмы. Также в интернет-мемах наблюдается использование прецедентных феноменов. Интернет-мему, как и политической карикатуре, свойственна ярко выраженная комическая направленность. Помимо юмора в интернет-мемах также может наблюдаться настроение трагичности, как и в политической карикатуре. Как и политическая карикатура, интернет-мем на политическую тему имеет целью критику общественно-политических явлений с помощью художественных средств (сатиры, игры слов, гротеска и прочее). При этом политическая карикатура, как правило, создаётся профессиональными художниками, часто в целях пропаганды, являясь продуктом СМИ, в то время как интернет-мем на политическую тему представляет собой проявление своеобразного народного творчества, фольклора, который фиксируется и тиражируется в интернет-пространстве. Авторство мемов анонимно, а сами интернет-мемы могут рассматриваться как проявление коллективного мышления. Интернет-мем также похож на политическую карикатуру своей адресностью, завершенностью, лаконичностью.
Интернет-мемы являются индикатором политического рейтинга, то есть показывают, насколько популярен или непопулярен тот или иной политик. Способность интернет-мемов служить «барометром» политического мнения общества объясняется, с одной стороны, их злободневностью и привязанностью к общественно-политическому контексту, с другой — жанровыми характеристиками (анонимность, экспрессивность, возможность не соблюдать принципы политкорректности). Интернет-мемы про политиков с юмористической направленностью, имеющие цель выставить политика в смешном виде, свидетельствуют скорее об определённой популярности политика и отражают базовую потребность человека видеть смешное в окружающем мире. Если же интернет-мем исполнен язвительной сатиры, содержит негативную оценку политика, то это является отражением гневной реакции общества и показателем низкого рейтинга.
Интернет-мемы могут рассматриваться как способ выражения политического мнения, как некая трибуна, с которой можно свободно высказываться. Так как авторство интернет-мемов анонимно, политическое мнение в них выражается свободно, без стеснений, даже, возможно, с использованием табуированной лексики, в форме высмеивания, оскорблений. Мемы на политическую тему и политические анекдоты объединяет анонимность, комическая направленность, возможность выразить нечто запрещённое, неприличное и некоторая фольклорность.
Возможность выразить политические убеждения с помощью интернет-мемов свидетельствует о том, что интернет-мемам свойственна идеологическая направленность, причём их авторы стремятся не только выразить свое политическое мнение, но и воздействовать на других интернет-пользователей с помощью художественных средств интернет-мема (выразительной картинки, метафоры, игры слов и т. д.).

## Арт-мем
Арт-ме́м — разновидность интернет-мема, который содержит арт-контент. Данный тип интернет-мема был выделен культурологом Д. Е. Ершовой.
В 2010-х годах арт-мем стал значительным явлением сетевой культуры и креативной частью общего арт-контента и важным элементом сетевого пространства. Отсутствие строгих определений термина объясняется рядом причин: с точки зрения искусствоведения арт-мем не является предметом специфического искусствоведческого дискурса в силу профанного характера его создания, а с точки зрения культурологии этот феномен можно вписать в общие практики сетевой визуальной коммуникации. Арт-мем генерирует информацию на основе визуального художественного контента и в этом качестве он наиболее близок по своим характеристикам культурному мему, который, по определению Ричарда Докинза, активно включается в процессы копирования и размножения, отдаляясь от источника и вступая в систему сетевой коммуникации как самостоятельный её элемент.
Сетевой арт-мем — это мем, который содержит модифицированный арт-контент и является результатом творческой активности интернет-пользователей. В основе арт-мемов лежит апроприация канонического художественного наследия с последующей деконструкцией его семантики и художественно-образного строя. Отличительной же характеристикой арт-мемов является его принципиально профанный, массовый характер, в рамках которого на первый план выносится именно сетевая составляющая, а сам арт-мем рассматривается, в первую очередь, как способ коммуникации. Количество перепостов и лайков — критерий успешности арт-мема.

### Классификация
Арт-мемы могут различаться по цели создания, по способу контакта с произведением, по ценностному потенциалу и оригинальности решения. Не менее важно различие по степени охвата потенциальной сетевой аудитории: часть арт-мемов вполне может иметь интернациональный характер и без потерь воспроизводится в рамках различных культур, а часть может быть адекватно понята только представителям конкретной культуры.
Одним из наиболее выделяющихся оснований для классификации арт-мемов является способ изменения структуры исходного произведения, которое преобразуется в арт-мем. Среди основных видов арт-мемов, представленных в сетевом пространстве, в рамках названного подхода, культуролог Д. Е. Ершова выделила следующие разновидности:
1. Визуальный арт-мем. Связан с изменением визуальной структуры интерпретируемого произведения. Визуальные арт-мемы, в основном, обращаются к интерпретации канонических произведений искусства. Узнавание образов и понимание подмены каждым участником сетевого арт-диалога и обеспечивает необходимый эффект. Визуальный арт-мем может строиться на основе[38]:
  1. Совмещения нескольких картин в одно изображение, перемещения героев и предметов из одной картины в другую;
  2. Появления новых героев, зачастую современных персонажей массовой культуры, представленных в новом свете;
  3. Замены одних героев картины на других;
  4. Переодевания героев картины, изменение их стиля;
  5. Перемещения героев картины в современную окружающую среду;
  6. Исчезновения героя картины.
  7. Отдельно стоит отметить такие формы, как создание «копии» картины при помощи графического редактора, создание «копии» из различных бытовых предметов, арт-косплей, боди-арт, музейные селфи и прочее).
2. Анимационный арт-мем. Связан с добавлением в картину мультимедиа-эффектов.
3. Вербальный арт-мем. Связан с добавлением текста без изменения самого произведения. Вербальные арт-мемы в значительной степени ориентированы на группы, владеющие определённым языком. Поскольку основная нагрузка ложится именно на слово, реплику или диалог, выбор произведений для их конструирования не ограничен. Среди основных приемов создания вербального арт-мема выделяются следующие[37]:
  1. Комментирование, при котором описание действия, происходящего на картине, вызывает эффект искажения сюжета;
  2. Приём цитирования, при котором специально подобранная цитата меняет смысл произведения;
  3. Приём диалога, имитирующий обмен репликами между участниками;
  4. Приём передачи мыслей персонажа, часто взаимно исключающие;
  5. Арт-ликбез, для которого характерно ироничное комментирование содержания произведения с точки зрения истории развития изобразительного искусства.
4. Синтетический арт-мем. Основан на комплексном использовании технологий модификации произведения искусства.

### Типы
1. Арт-селфи. Его основной задачей которого является выражение отношения к художественному объекту в связи с личностью автора. Арт-селфи фиксируют модус присутствия индивида и представляют его окружающим, а при его создании происходит выработка новых индивидуальных траекторий эстетического опыта. Физически индивид может полностью или частично присутствовать на фотографии или же использовать арт-объект в качестве своего альтер-эго, то есть делегировать художественному образу право представлять его внутренний мир, настроение, переживания[39].
2. Арт-пойнт. Его основной задачей является выражение определённого значения. Ведущим компонентом здесь является семантика. Арт-пойнт декларирует определённое мнение, общественную позицию, социальный смысл. В противовес арт-селфи, сконцентрированных на индивидуальных переживаниях, арт-пойнт тяготеет к социальной значимости, массовости, к демонстрации общественных проблем, затрагивающих большие группы людей[39].